# Gmina Albu
Gmina Albu (est. Albu vald) – nieistniejąca gmina wiejska w Estonii, w prowincji Järva. W 2017 roku została włączona do gminy Järva.
W skład gminy wchodziło:
- 16 wsi: Ageri, Ahula, Albu, Järva-Madise, Kaalepi, Lehtmetsa, Mägede, Mõnuvere, Neitla, Orgmetsa, Peedu, Pullevere, Seidla, Soosalu, Sugalepa, Vetepere.